# Nhlanhla Khuzwayo
Nhlanhla Khuzwayo (Durban, 9 de fevereiro de 1990) é um futebolista profissional sul-africano que atua como goleiro.

## Carreira
Nhlanhla Khuzwayo representou o elenco da Seleção Sul-Africana de Futebol no Campeonato Africano das Nações de 2015.